# 伊瓜因區
12°59′33″S 74°12′43″W / 12.9925°S 74.2120°W
伊瓜因區（西班牙語：Distrito de Iguaín），是秘魯的一個區，位於該國中南部阿亞庫喬大區的萬塔省，始建於1926年12月27日，面積74.9平方公里，海拔高度3,025米，2005年人口3,034，人口密度每平方公里41人。